# Waco Wizards
Die Waco Wizards waren eine US-amerikanische Eishockeymannschaft aus Waco, Texas. Das Team spielte von 1996 bis 2000 in der Western Professional Hockey League.

## Geschichte
Die Waco Wizards wurden 1996 als Franchise der Western Professional Hockey League gegründet. In dieser waren sie eines von sechs Gründungsmitgliedern. Nachdem sie in den ersten beiden Jahren zu den schwächeren Teams der Liga gehörten, absolvierten die Wizards in der Saison 1998/99 ihre erfolgreichste Spielzeit. Zunächst gewannen sie die WPHL Central-Division, wodurch sie erstmals die Playoffs um den President’s Cup erreichten. In der zweiten Playoff-Runde unterlagen die Texaner dem späteren Finalteilnehmer Shreveport Mudbugs in der Best-of-Three-Serie mit einem Sweep. Zuvor mussten sie in der ersten Playoffrunde aufgrund des ersten Platzes in ihrer Division dank eines Freiloses nicht antreten.
Aufgrund von finanziellen Problemen mussten die Waco Wizards in der Saison 1999/2000 den laufenden Spielbetrieb in der Western Professional Hockey League einstellen, woraufhin das Franchise aufgelöst wurde.

## Saisonstatistik
Abkürzungen: GP = Spiele, W = Siege, L = Niederlagen, T = Unentschieden, OTL = Niederlagen nach Overtime SOL = Niederlagen nach Shootout, Pts = Punkte, GF = Erzielte Tore, GA = Gegentore, PIM = Strafminuten
| Saison  | GP | W  | L  | T | OTL | SOL | Pts | GF  | GA  | Platz     | Playoffs                        |
| 1996/97 | 64 | 30 | 30 | — | 4   | —   | 64  | 220 | 249 | 5., WPHL  |                                 |
| 1997/98 | 69 | 18 | 48 | — | 3   | —   | 39  | 203 | 319 | 7., WPHLE |                                 |
| 1998/99 | 69 | 40 | 22 | — | 7   | —   | 87  | 275 | 232 | 1., WPHLC | Niederlage in der zweiten Runde |
| 1999/00 | 27 | 11 | 14 | — | 2   | —   | 24  | 86  | 107 | 5., WPHLC | nicht qualifiziert              |

## Team-Rekorde

### Karriererekorde
Spiele: 145  Tim Green
Tore: 47  Jamie Dunn
Assists: 70  Jamie Hearn
Punkte: 110  Tony Cimellaro
Strafminuten: 314  Chad Michalchuk,  Brad Domonsky

## Bekannte Spieler
- Ron Newhook